# Nam Kinh
Nam Kinh (tiếng Hoa: 南京; pinyin: Nánjīng; Wade-Giles: Nan-ching; nghĩa là "Kinh đô phía Nam") là một thành phố thuộc tỉnh Giang Tô của Trung Quốc. Nam Kinh là một thành phố lớn trong lịch sử và văn hóa Trung Hoa. Nam Kinh đã từng là thủ đô Trung Hoa trong nhiều triều đại, được xem như một trong bốn cố đô lớn của Trung Hoa. Nam Kinh là một trong 15 thành phố cấp phó, loại thành phố này được hưởng nhiều quyền tự chủ về kinh kế và hoạch định chính sách gần như là cấp tỉnh. Diện tích: 6.598 km², dân số: 6,4 triệu người. Năm 2004 GDP của Nam Kinh là 191 tỷ Nhân dân tệ (NDT) (thứ ba ở tỉnh Giang Tô), GDP đầu người là 33.050 NDT, tăng 15% so với năm 2003. Thu nhập bình quân đầu người dân nội đô là 11.601 NDT, ngoại ô: 5.333 NDT. Tỷ lệ thất nghiệp nội đô: 4,03%, thấp hơn mức chung của cả Trung Quốc là 4,2%.

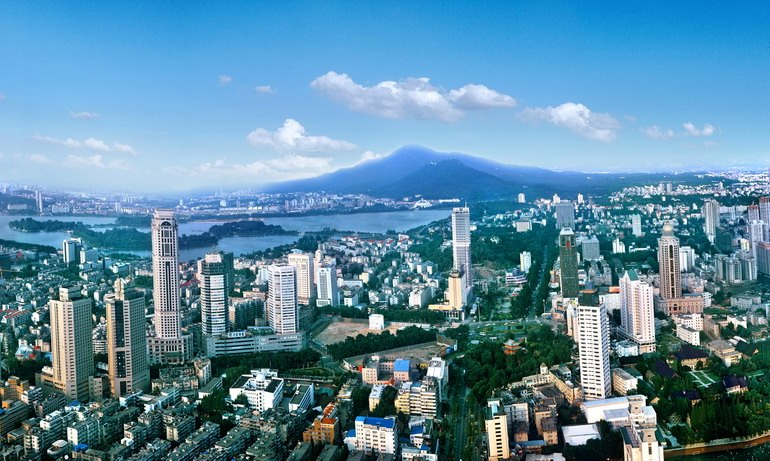
Nam Kinh

Thành phố này nằm tại hạ lưu sông Dương Tử (Trường Giang) và nằm trong Khu kinh tế Đồng bằng Sông Dương Tử. Nam Kinh luôn là một trong những thành phố quan trọng của Trung Quốc, đã từng là kinh đô của 6 triều đại phong kiến Trung Hoa và là thủ đô của Trung Hoa Dân Quốc, đây còn là trung tâm giáo dục, nghiên cứu, giao thông vận tải và du lịch trong suốt lịch sử Trung Hoa thời cận đại. Nam Kinh là thành phố trung tâm thương mại lớn thứ hai ở Đông Trung Quốc sau Thượng Hải. Thời Tam Quốc, Gia Cát Lượng đã viết về Nam Kinh như sau: "Chung Sơn long bàn, thạch đầu hổ cứ, chân nại đế vương chi trạch dã" (Hán văn: 钟山龙蟠，石头虎踞，真乃帝王之宅也) nghĩa là "Núi Chung thế rồng cuộn, đá hình hổ phục, thật là chốn đế vương vậy". Trong thời kỳ Nhật chiếm đóng Trung Quốc, thành phố Nam Kinh được nhiều người nhắc đến do có vụ Thảm sát Nam Kinh trong đó mấy trăm ngàn người dân Trung Quốc bị quân Nhật tàn sát.

## Lịch sử
Khi Tần Thủy Hoàng mới thống nhất thiên hạ, đóng đô tại kinh thành Hàm Dương, một thầy phong thủy đã từng bày tỏ lo ngại về vương khí của một vùng đất nhỏ ở phía nam của Đế quốc Đại Tần. Vùng đất này chính là Nam Kinh ngày nay. Lo sợ vương khí trên sẽ hun đúc một vị hoàng đế khác để soán ngôi mình, Tần Thủy Hoàng đã theo lời tên thầy phong thủy nọ mà phá núi, chôn vàng và cúng tế hàng tháng trời để dập tắt luồng dương khí nọ. Chính vì chuyện chôn vàng phá núi này mà người ta đặt tên cho thành ở đây cái tên dân gian là "Kim Lăng" - Jinling hay mộ vàng. Kim Lăng còn có cái tên động trời khác là "Mạt Lăng" vì những hành động của Tần Thủy Hoàng đã tàn phá phong thủy vùng đất này một cách nghiêm trọng. Kim Lăng đã là một trong những chiến trường đẫm máu nhất trong chiến tranh Hán Sở, khi mà hai quân đều cố giành cho bằng được vị trí chiến lược quan trọng này.
Đây là kinh đô của Đông Ngô vào năm 265-266 trong thời tam quốc và có tên là Kiến Nghiệp. Dưới thời Tây Tấn, Kim Lăng có cái tên chính thức là "Kiến Khang" - "Jiankang". Khi Tây Tấn sụp đổ vì loạn Ngũ Hồ, Lang Nha vương đã trung hưng cơ nghiệp tại đất Kiến Khang, định đô tại đây. Trong suốt thời kỳ Đông Tấn đối địch Ngũ Hồ và Nam Bắc triều, Kiến Khang hay Kim Lăng liên tục là kinh sư của các triều đình phía nam. Cho đến khi nhà Tùy cất quân đánh Trần, Kiến Khang vẫn còn là kinh đô.
Xuyên suốt từ thời Tùy mạt Đường sơ cho đến khi nhà Đường cực thịnh, Kim Lăng đã dần dà trở thành trung tâm kinh tế của Giang Nam. Do sông Dương Tử nối liền ra biển, các thương nhân nước ngoài có thể dễ dàng tiếp cận nền kinh tế màu mỡ của nơi này. Dẫu cho cả nước có bị biến động như thế nào đi chăng nữa thì nền kinh tế của Kim Lăng vẫn ít khi bị ảnh hưởng - thậm chí là không bao giờ.
Khi nhà Đường sụp đổ, Ngũ Đại Thập Quốc tranh giành thiên hạ, đây là kinh đô của nước Ngô và Nam Đường, một trong những "thập quốc" có thực lực lớn mạnh nhất. Kim Lăng đã là kinh sư của Nam Đường suốt thời Ngũ Đại Thập quốc cho đến khi nhà Bắc Tống thu phục Nam Đường. Tào Bân lúc bấy giờ khi vào thành đã ra lệnh cấm chém giết hay cướp của bừa bãi trong thành, tích cực thu phục lòng dân ở khu vực này. Kim Lăng lấy lại tên cũ "Kiến Khang" và tiếp tục là 1 trong những trung tâm kinh tế của nhà Tống trong vòng 300 năm nữa.
Khi Sự kiện Tĩnh Khang năm 1127 khiến Bắc Tống diệt vong, Khang Vương Triệu Cấu đã chạy xuống Ứng Thiên phủ (nay là Thương Khâu) đăng cơ rồi nhanh chóng tiến xuống Kiến Khang định đô. Khi quân Kim tiến xuống phía nam, tướng Đỗ Sung, một thuộc hạ của cố nguyên soái Tông Trạch đã dâng thành cho tướng Kim Hoàn Nhan Tông Bật làm quà xin hàng. Mất Kiến Khang đã khiến cho bộ tướng của Nhạc Phi bị chao đảo và khốn đốn, quân Tống cũng mất đi thành trì vững vàng nhất Giang Nam.
Tuy nhiên, vào năm Kiến Viêm thứ 4 thời Tống Cao Tông, Nhạc gia quân cùng Hàn gia quân hai ngã thủy lục tiến đánh giành lại hết đất Giang Nam từ tay quân Kim. Nhưng do lo sợ khí thế của quân Kim mà kể từ đây, nhà Tống không dám định đô ở Kim Lăng mà lại đóng ở Lâm An.
Khi quân Nguyên đánh Nam Tống, Tương Dương thành thất thủ thì Kiến Khang cũng theo tay quân Nguyên. Năm 1275, nhà Nguyên đổi Kiến Khang phủ thành Kiến Khang lộ, đến năm 1329 thì đổi thành Tập Khánh lộ. Nam Kinh thời kỳ nhà Nguyên phát triển như một trung tâm ngành dệt may.
Cuối đời Nhà Nguyên, khởi nghĩa Hồng Cân nổ ra, một trong những thủ lĩnh là Chu Nguyên Chương đã công chiếm Tập Khánh vào năm 1356 và đổi tên thành Ứng Thiên phủ, xây dựng nơi này trở thành cứ địa mới . Năm 1368, Chu Nguyên Chương xưng đế, lấy niên hiệu Hồng Vũ, Ứng Thiên phủ trở thành kinh đô của triều đại mới. Trong suốt thời kỳ cai trị của mình, Hồng Vũ đế mong muốn xây dựng một kinh đô mới nên thiết lập Nam Kinh tại Ứng Thiên phủ, Bắc Kinh được khảo sát tại các phủ Phượng Dương, Khai Phong, Tây An, Bắc Bình. Sau Sự kiện Tĩnh nan, Yên vương Chu Lệ lên ngôi chọn Bắc Bình làm kinh đô mới, đến năm 1421 thì tiến hành dời đô. Nam Kinh trở thành thủ đô thứ hai với vị thế thủ phủ kinh tế-chính trị của nhà Minh tại Giang Nam.
Vào thời Thanh, Ứng Thiên phủ đổi tên thành Giang Ninh, là thủ phủ của tỉnh Giang Nam (từ năm 1764 là tỉnh Giang Tô). Giữa thế kỷ XIX, Nam Kinh trở thành căn cứ của cuộc khởi nghĩa Thái Bình Thiên quốc do Hồng Tú Toàn lãnh đạo và mang tên gọi là Thiên Kinh.
Mặc dù là "nơi ở của bậc đế vương", nhưng thực tế lại rất kỳ lạ, hầu hết các vương triều chọn Nam Kinh làm kinh đô đều rơi vào kết cục "đoản mệnh". Sau khi Tôn Quyền chọn Nam Kinh làm kinh đô của Đông Ngô thì triều đình chỉ tồn tại được 59 năm (từ năm 220 tới năm 280) thì bị nhà Tây Tấn tiêu diệt. Sau Đông Ngô, các triều đại tiếp theo lựa chọn Nam Kinh làm kinh đô cũng đều rơi vào cảnh "đoản mệnh" như vậy (Đông Tấn, Lưu Tống, Nam Tề, Lương...). 10 vương triều chọn Nam Kinh làm kinh đô thì có tới 9 vương triều "đoản mệnh", nhiều nhất là Đông Tấn chỉ tồn tại 104 năm, có vương triều như Thái Bình Thiên quốc chỉ tồn tại vỏn vẹn 12 năm. Chỉ duy nhất có nhà Minh tồn tại được 277 năm, nhưng thực ra giai đoạn đóng đô ở Nam Kinh chỉ dài 34 năm rồi vua nhà Minh sau đó cho dời đô tới Bắc Kinh. Sau này, triều Nam Minh lại chọn Nam Kinh làm kinh đô, và chỉ được 17 năm là bị diệt vong.
Đến thời chính quyền Trung Hoa Dân Quốc (1912–1949), Nam Kinh trở thành nơi đặt bộ máy chính quyền trung ương của nước Trung Hoa Dân Quốc. Khi Trung Hoa dân quốc khi quyết định chọn Nam Kinh làm thủ đô cũng đã gây ra nhiều tranh cãi trong bộ phận lãnh đạo, vì triều đại nào định đô ở Nam Kinh cũng "đoản mệnh". Ngày 14/12/1912, Tham nghị viện lâm thời của Trung Hoa dân quốc đã tổ chức một buổi họp để quyết định việc chọn lựa thủ đô. Kết quả bỏ phiếu khiến Tôn Trung Sơn, người đã nhắm đất Nam Kinh từ trước vô cùng bất ngờ: Có tới 20 phiếu bỏ cho Bắc Kinh, trong khi đó Nam Kinh chỉ được 5/28 phiếu bầu. Vì đã có ý định chọn Nam Kinh làm thủ đô nên kết quả này khiến Tôn Trung Sơn tức giận. Với tư cách là Tổng thống lâm thời của chính phủ Trung Hoa dân quốc, Tôn Trung Sơn quyết định ngày hôm sau sẽ tiến hành bỏ phiếu lại, nhất định muốn lựa chọn Nam Kinh. Hoàng Hưng phối hợp với Tôn Trung Sơn uy hiếp các thành viên của Tham nghị viện nói: "Nếu như ngày mai không thực hiện theo ý của tiên sinh (Tôn Trung Sơn), tôi lập tức phái quân bắt các nghị viên nhốt lại". Dưới sự uy hiếp, 27 người tham gia cuộc họp ngày hôm sau đã thay đổi thái độ: Nam Kinh được 19/27 phiếu, Bắc Kinh chỉ còn 6 phiếu. Việc Nam Kinh được lựa chọn làm thủ đô của Trung Hoa dân quốc chính thức được thông qua.
Rốt cục thì Trung Hoa Dân Quốc lại cũng "đoản mệnh", chỉ tồn tại được 37 năm. Năm 1949, Trung Hoa Dân Quốc sụp đổ (chỉ còn một số tàn dư chạy ra đảo Đài Loan). Nước Cộng hòa Nhân dân Trung Hoa do chủ tịch Mao Trạch Đông thành lập quyết định chọn Bắc kinh là thủ đô của Trung Quốc cho tới ngày nay.

## Hành chính
Thành phố phó tỉnh Nam Kinh chia thành 11 quận.
| Bản đồ | Quận                                                   | Chữ Hán   | Bính âm      | Dân số (2010) | Diện tích (km²) | Mật độ (/km²) |
| 1 2 3 4 Phổ Khẩu Thê Hà Vũ Hoa Đài Giang Ninh Lục Hợp Lật Thủy Cao Thuần 1. Huyền Vũ 2. Tần Hoài 3. Kiến Nghiệp 4. Cổ Lâu |                                                        |           |              |               |                 |               |
| --- | ------------------------------------------------------ | --------- | ------------ | ------------- | --------------- | ------------- |
| 1 2 3 4 Phổ Khẩu Thê Hà Vũ Hoa Đài Giang Ninh Lục Hợp Lật Thủy Cao Thuần 1. Huyền Vũ 2. Tần Hoài 3. Kiến Nghiệp 4. Cổ Lâu | Nội thành                                              |           |              |               |                 |               |
| 1 2 3 4 Phổ Khẩu Thê Hà Vũ Hoa Đài Giang Ninh Lục Hợp Lật Thủy Cao Thuần 1. Huyền Vũ 2. Tần Hoài 3. Kiến Nghiệp 4. Cổ Lâu | Huyền Vũ                                               | 玄武区    | Xuánwǔ Qū    | 651.957       | 75,46           | 8.640         |
| 1 2 3 4 Phổ Khẩu Thê Hà Vũ Hoa Đài Giang Ninh Lục Hợp Lật Thủy Cao Thuần 1. Huyền Vũ 2. Tần Hoài 3. Kiến Nghiệp 4. Cổ Lâu | Tần Hoài                                               | 秦淮区    | Qínhuái Qū   | 1.007.992     | 49,11           | 20.525        |
| 1 2 3 4 Phổ Khẩu Thê Hà Vũ Hoa Đài Giang Ninh Lục Hợp Lật Thủy Cao Thuần 1. Huyền Vũ 2. Tần Hoài 3. Kiến Nghiệp 4. Cổ Lâu | Kiến Nghiệp                                            | 建邺区    | Jiànyè Qū    | 426.999       | 82,93           | 5.149         |
| 1 2 3 4 Phổ Khẩu Thê Hà Vũ Hoa Đài Giang Ninh Lục Hợp Lật Thủy Cao Thuần 1. Huyền Vũ 2. Tần Hoài 3. Kiến Nghiệp 4. Cổ Lâu | Cổ Lâu                                                 | 鼓楼区    | Gǔlóu Qū     | 1.271.191     | 53,00           | 23.998        |
| 1 2 3 4 Phổ Khẩu Thê Hà Vũ Hoa Đài Giang Ninh Lục Hợp Lật Thủy Cao Thuần 1. Huyền Vũ 2. Tần Hoài 3. Kiến Nghiệp 4. Cổ Lâu | Thê Hà                                                 | 栖霞区    | Qīxiá Qū     | 664.503       | 381,01          | 1.744         |
| 1 2 3 4 Phổ Khẩu Thê Hà Vũ Hoa Đài Giang Ninh Lục Hợp Lật Thủy Cao Thuần 1. Huyền Vũ 2. Tần Hoài 3. Kiến Nghiệp 4. Cổ Lâu | Vũ Hoa Đài                                             | 雨花台区  | Yǔhuātái Qū  | 391.285       | 132,39          | 2.956         |
| 1 2 3 4 Phổ Khẩu Thê Hà Vũ Hoa Đài Giang Ninh Lục Hợp Lật Thủy Cao Thuần 1. Huyền Vũ 2. Tần Hoài 3. Kiến Nghiệp 4. Cổ Lâu | Ngoại thành                                            |           |              |               |                 |               |
| 1 2 3 4 Phổ Khẩu Thê Hà Vũ Hoa Đài Giang Ninh Lục Hợp Lật Thủy Cao Thuần 1. Huyền Vũ 2. Tần Hoài 3. Kiến Nghiệp 4. Cổ Lâu | Phổ Khẩu                                               | 浦口区    | Pǔkǒu Qū     | 710.298       | 910,49          | 780           |
| 1 2 3 4 Phổ Khẩu Thê Hà Vũ Hoa Đài Giang Ninh Lục Hợp Lật Thủy Cao Thuần 1. Huyền Vũ 2. Tần Hoài 3. Kiến Nghiệp 4. Cổ Lâu | Giang Ninh                                             | 江宁区    | Jiāngníng Qū | 1.145.628     | 1.577,75        | 726           |
| 1 2 3 4 Phổ Khẩu Thê Hà Vũ Hoa Đài Giang Ninh Lục Hợp Lật Thủy Cao Thuần 1. Huyền Vũ 2. Tần Hoài 3. Kiến Nghiệp 4. Cổ Lâu | Lục Hợp                                                | 六合区    | Lùhé Qū      | 915.845       | 1.470,99        | 623           |
| 1 2 3 4 Phổ Khẩu Thê Hà Vũ Hoa Đài Giang Ninh Lục Hợp Lật Thủy Cao Thuần 1. Huyền Vũ 2. Tần Hoài 3. Kiến Nghiệp 4. Cổ Lâu | Lật Thủy                                               | 溧水区    | Lìshuǐ Qū    | 421.323       | 1.063,67        | 396           |
| 1 2 3 4 Phổ Khẩu Thê Hà Vũ Hoa Đài Giang Ninh Lục Hợp Lật Thủy Cao Thuần 1. Huyền Vũ 2. Tần Hoài 3. Kiến Nghiệp 4. Cổ Lâu | Cao Thuần                                              | 高淳区    | Gāochún Qū   | 417.129       | 790,23          | 528           |
| 1 2 3 4 Phổ Khẩu Thê Hà Vũ Hoa Đài Giang Ninh Lục Hợp Lật Thủy Cao Thuần 1. Huyền Vũ 2. Tần Hoài 3. Kiến Nghiệp 4. Cổ Lâu | Tổng cộng                                              | Tổng cộng | Tổng cộng    | 8.004.680     | 6.587,02        | 1.215         |
| 1 2 3 4 Phổ Khẩu Thê Hà Vũ Hoa Đài Giang Ninh Lục Hợp Lật Thủy Cao Thuần 1. Huyền Vũ 2. Tần Hoài 3. Kiến Nghiệp 4. Cổ Lâu | Các quận triệt tiêu: Bạch Hạ (白下) và Hạ Quan (下关). |           |              |               |                 |               |

## Khí hậu
| Dữ liệu khí hậu của Nam Kinh (trung bình vào 1981–2010, cực độ 1951–2013) | Dữ liệu khí hậu của Nam Kinh (trung bình vào 1981–2010, cực độ 1951–2013) | Dữ liệu khí hậu của Nam Kinh (trung bình vào 1981–2010, cực độ 1951–2013) | Dữ liệu khí hậu của Nam Kinh (trung bình vào 1981–2010, cực độ 1951–2013) | Dữ liệu khí hậu của Nam Kinh (trung bình vào 1981–2010, cực độ 1951–2013) | Dữ liệu khí hậu của Nam Kinh (trung bình vào 1981–2010, cực độ 1951–2013) | Dữ liệu khí hậu của Nam Kinh (trung bình vào 1981–2010, cực độ 1951–2013) | Dữ liệu khí hậu của Nam Kinh (trung bình vào 1981–2010, cực độ 1951–2013) | Dữ liệu khí hậu của Nam Kinh (trung bình vào 1981–2010, cực độ 1951–2013) | Dữ liệu khí hậu của Nam Kinh (trung bình vào 1981–2010, cực độ 1951–2013) | Dữ liệu khí hậu của Nam Kinh (trung bình vào 1981–2010, cực độ 1951–2013) | Dữ liệu khí hậu của Nam Kinh (trung bình vào 1981–2010, cực độ 1951–2013) | Dữ liệu khí hậu của Nam Kinh (trung bình vào 1981–2010, cực độ 1951–2013) | Dữ liệu khí hậu của Nam Kinh (trung bình vào 1981–2010, cực độ 1951–2013) |
| Tháng                                                                     | 1                                                                         | 2                                                                         | 3                                                                         | 4                                                                         | 5                                                                         | 6                                                                         | 7                                                                         | 8                                                                         | 9                                                                         | 10                                                                        | 11                                                                        | 12                                                                        | Năm                                                                       |
| ------------------------------------------------------------------------- | ------------------------------------------------------------------------- | ------------------------------------------------------------------------- | ------------------------------------------------------------------------- | ------------------------------------------------------------------------- | ------------------------------------------------------------------------- | ------------------------------------------------------------------------- | ------------------------------------------------------------------------- | ------------------------------------------------------------------------- | ------------------------------------------------------------------------- | ------------------------------------------------------------------------- | ------------------------------------------------------------------------- | ------------------------------------------------------------------------- | ------------------------------------------------------------------------- |
| Cao kỉ lục °C (°F)                                                        | 21.0 (69.8)                                                               | 27.7 (81.9)                                                               | 30.3 (86.5)                                                               | 34.2 (93.6)                                                               | 37.5 (99.5)                                                               | 38.1 (100.6)                                                              | 39.7 (103.5)                                                              | 40.7 (105.3)                                                              | 39.0 (102.2)                                                              | 33.4 (92.1)                                                               | 28.6 (83.5)                                                               | 23.1 (73.6)                                                               | 40.7 (105.3)                                                              |
| Trung bình ngày tối đa °C (°F)                                            | 7.2 (45.0)                                                                | 9.5 (49.1)                                                                | 14.2 (57.6)                                                               | 20.7 (69.3)                                                               | 26.2 (79.2)                                                               | 29.1 (84.4)                                                               | 32.2 (90.0)                                                               | 31.7 (89.1)                                                               | 27.7 (81.9)                                                               | 22.5 (72.5)                                                               | 16.2 (61.2)                                                               | 9.9 (49.8)                                                                | 20.6 (69.1)                                                               |
| Trung bình ngày °C (°F)                                                   | 2.7 (36.9)                                                                | 5.0 (41.0)                                                                | 9.3 (48.7)                                                                | 15.6 (60.1)                                                               | 21.1 (70.0)                                                               | 24.8 (76.6)                                                               | 28.1 (82.6)                                                               | 27.6 (81.7)                                                               | 23.3 (73.9)                                                               | 17.6 (63.7)                                                               | 10.9 (51.6)                                                               | 4.9 (40.8)                                                                | 15.9 (60.6)                                                               |
| Tối thiểu trung bình ngày °C (°F)                                         | −0.7 (30.7)                                                               | 1.4 (34.5)                                                                | 5.3 (41.5)                                                                | 11.0 (51.8)                                                               | 16.5 (61.7)                                                               | 21.0 (69.8)                                                               | 24.9 (76.8)                                                               | 24.4 (75.9)                                                               | 19.9 (67.8)                                                               | 13.6 (56.5)                                                               | 6.8 (44.2)                                                                | 1.1 (34.0)                                                                | 12.1 (53.8)                                                               |
| Thấp kỉ lục °C (°F)                                                       | −14.0 (6.8)                                                               | −13.0 (8.6)                                                               | −7.1 (19.2)                                                               | −0.2 (31.6)                                                               | 5.0 (41.0)                                                                | 11.8 (53.2)                                                               | 16.8 (62.2)                                                               | 16.9 (62.4)                                                               | 7.7 (45.9)                                                                | 0.2 (32.4)                                                                | −6.3 (20.7)                                                               | −13.1 (8.4)                                                               | −14 (7)                                                                   |
| Lượng Giáng thủy trung bình mm (inches)                                   | 45.4 (1.79)                                                               | 53.0 (2.09)                                                               | 79.6 (3.13)                                                               | 80.3 (3.16)                                                               | 90.0 (3.54)                                                               | 166.2 (6.54)                                                              | 214.3 (8.44)                                                              | 143.8 (5.66)                                                              | 72.9 (2.87)                                                               | 59.7 (2.35)                                                               | 55.9 (2.20)                                                               | 29.5 (1.16)                                                               | 1.090,6 (42.94)                                                           |
| Số ngày giáng thủy trung bình (≥ 0.1 mm)                                  | 8.7                                                                       | 9.1                                                                       | 11.8                                                                      | 10.0                                                                      | 9.7                                                                       | 10.6                                                                      | 12.3                                                                      | 11.8                                                                      | 8.1                                                                       | 7.8                                                                       | 7.4                                                                       | 6.2                                                                       | 113.5                                                                     |
| Độ ẩm tương đối trung bình (%)                                            | 74                                                                        | 73                                                                        | 72                                                                        | 71                                                                        | 71                                                                        | 76                                                                        | 80                                                                        | 80                                                                        | 78                                                                        | 75                                                                        | 76                                                                        | 73                                                                        | 75                                                                        |
| Số giờ nắng trung bình tháng                                              | 124.7                                                                     | 120.3                                                                     | 144.7                                                                     | 169.2                                                                     | 194.2                                                                     | 162.8                                                                     | 196.7                                                                     | 201.6                                                                     | 164.0                                                                     | 164.2                                                                     | 147.4                                                                     | 137.1                                                                     | 1.926,9                                                                   |
| Nguồn: Cục Khí tượng Trung Quốc                                           |                                                                           |                                                                           |                                                                           |                                                                           |                                                                           |                                                                           |                                                                           |                                                                           |                                                                           |                                                                           |                                                                           |                                                                           |                                                                           |

## Thành phố kết nghĩa
Nam Kinh có 15 thành phố kết nghĩa: 
- Alsace, Pháp
- Barranquilla, Colombia
- Bloemfontein, Nam Phi
- Eindhoven, Hà Lan
- Firenze, Ý
- Hauts-de-Seine, Pháp
- Houston, Hoa Kỳ
- Leipzig, Đức
- Limassol, Síp
- London, Ontario, Canada
- Mexicali, México
- Nagoya, Nhật
- Perth, Úc
- St. Louis, Hoa Kỳ
- Daejeon, Hàn Quốc

## Các di tích lịch sử

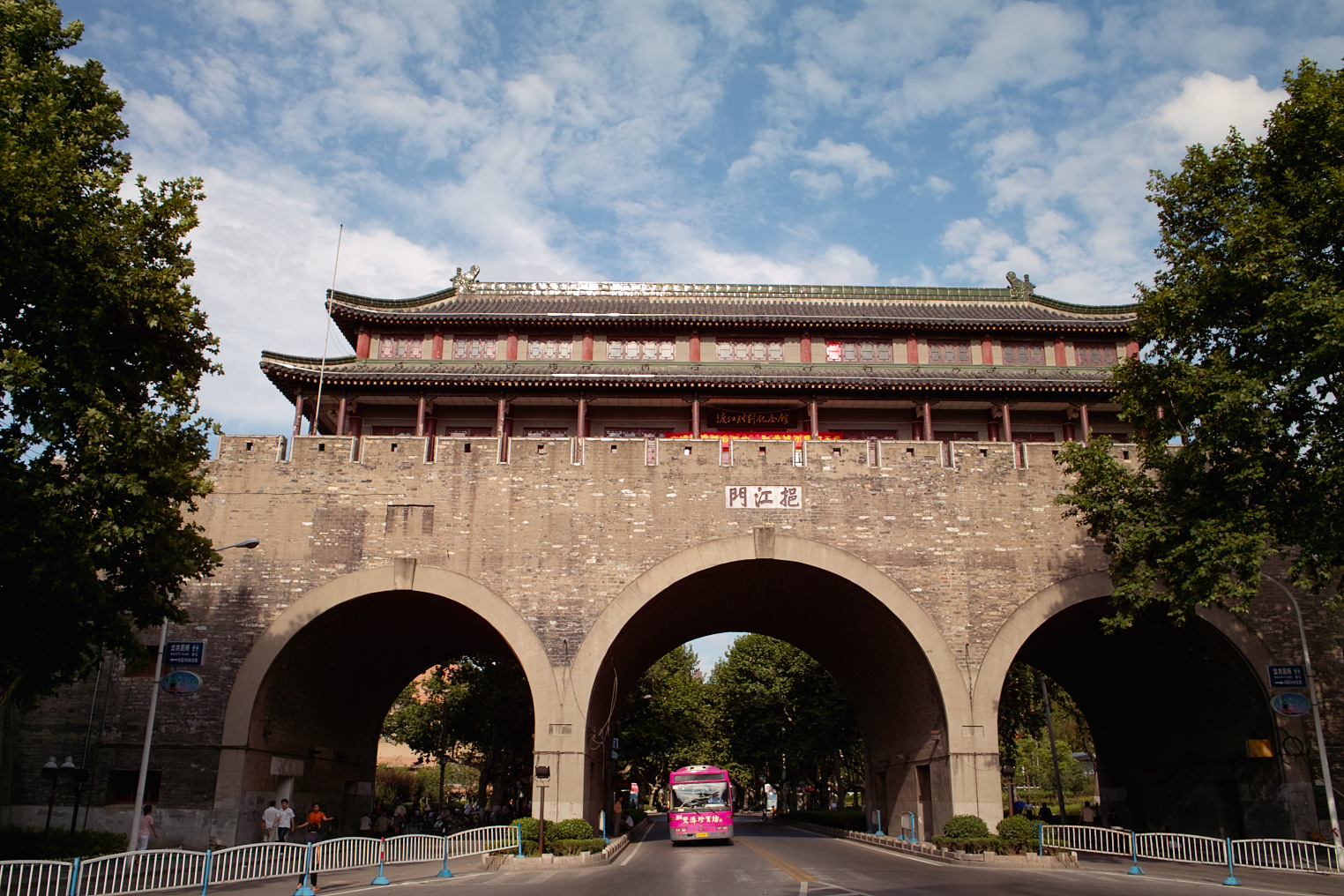
Bức tường thành tại Nam Kinh
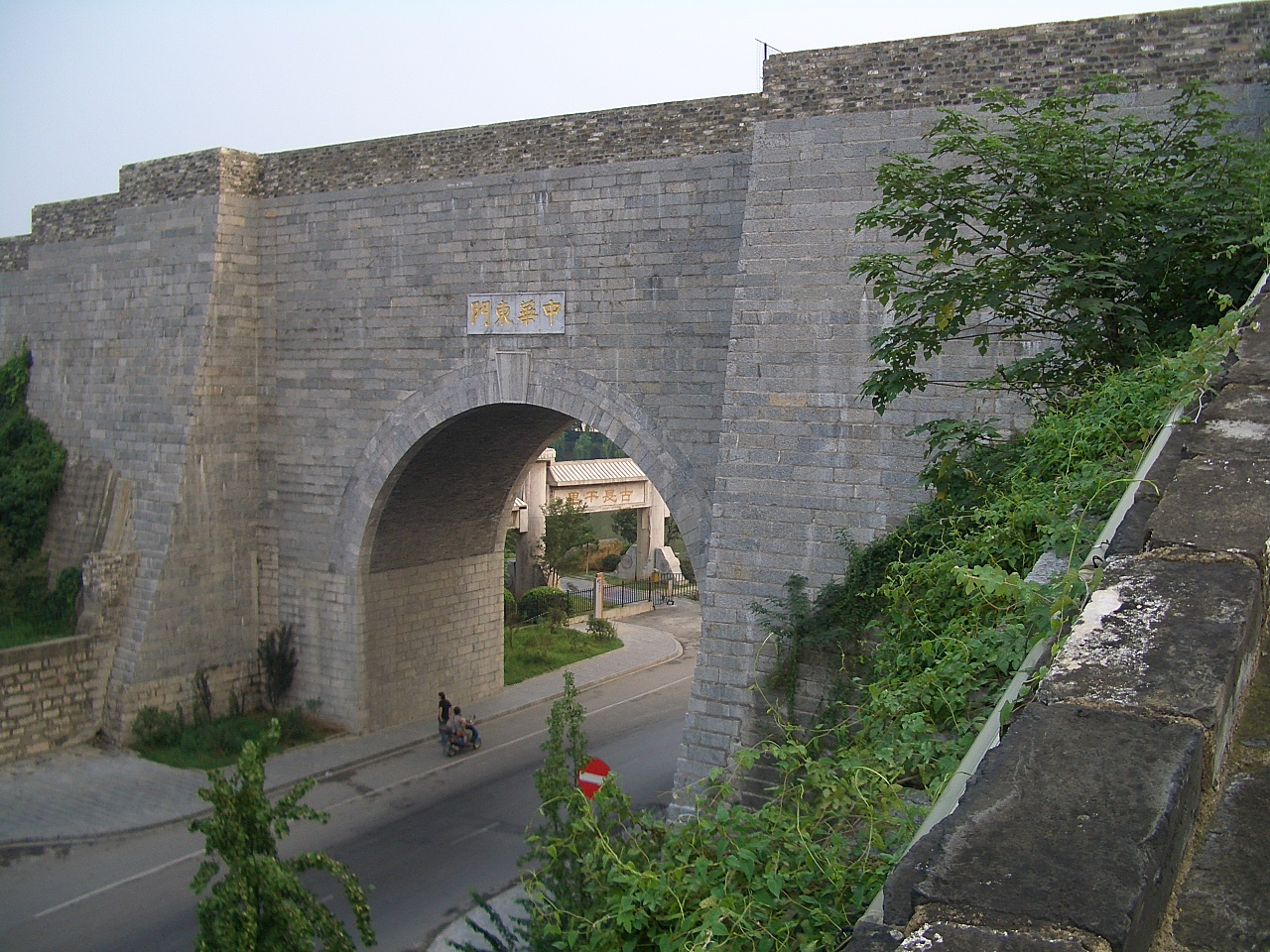
Cổng thành phía đông
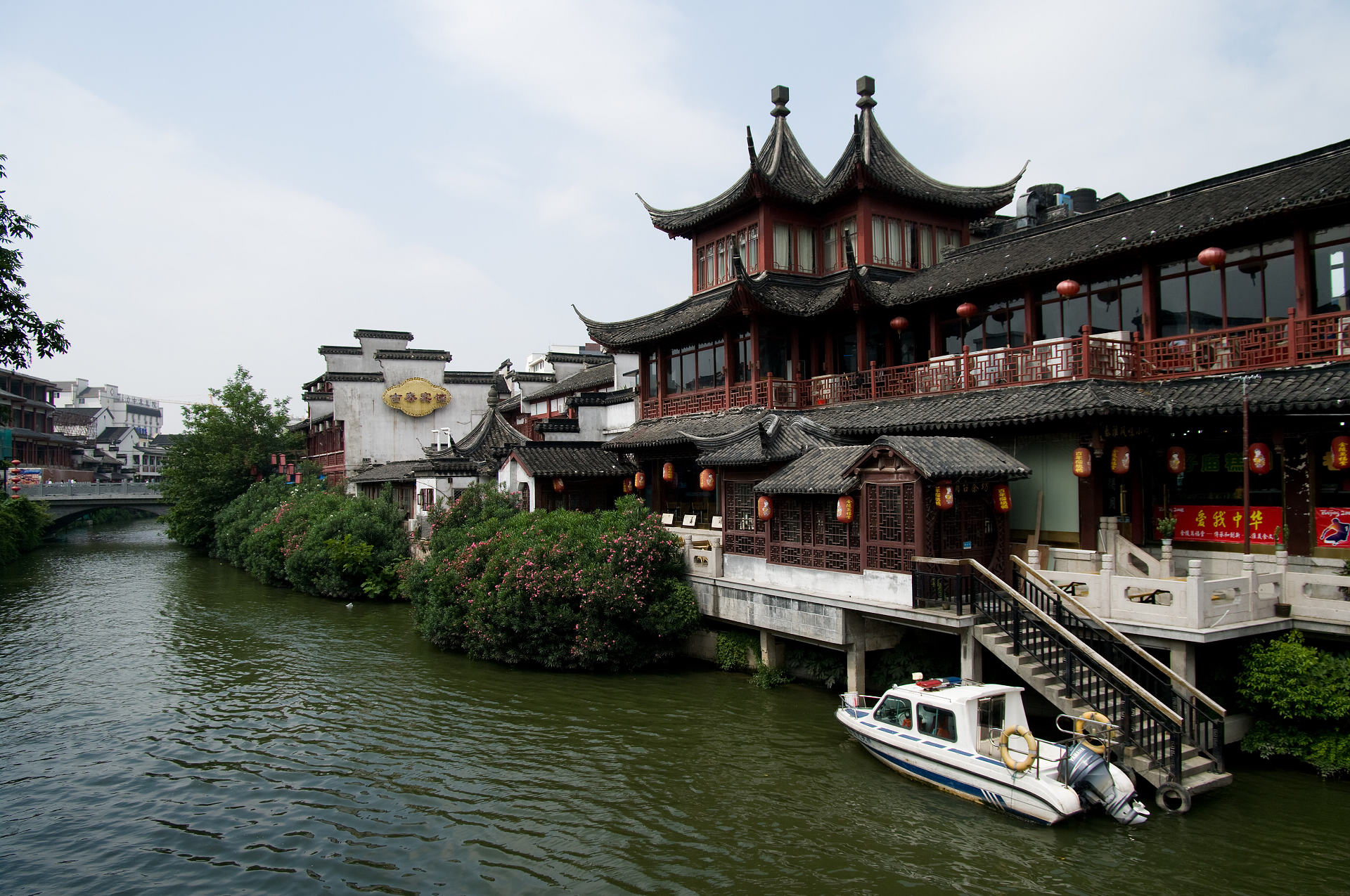
Sông Tần Hoài
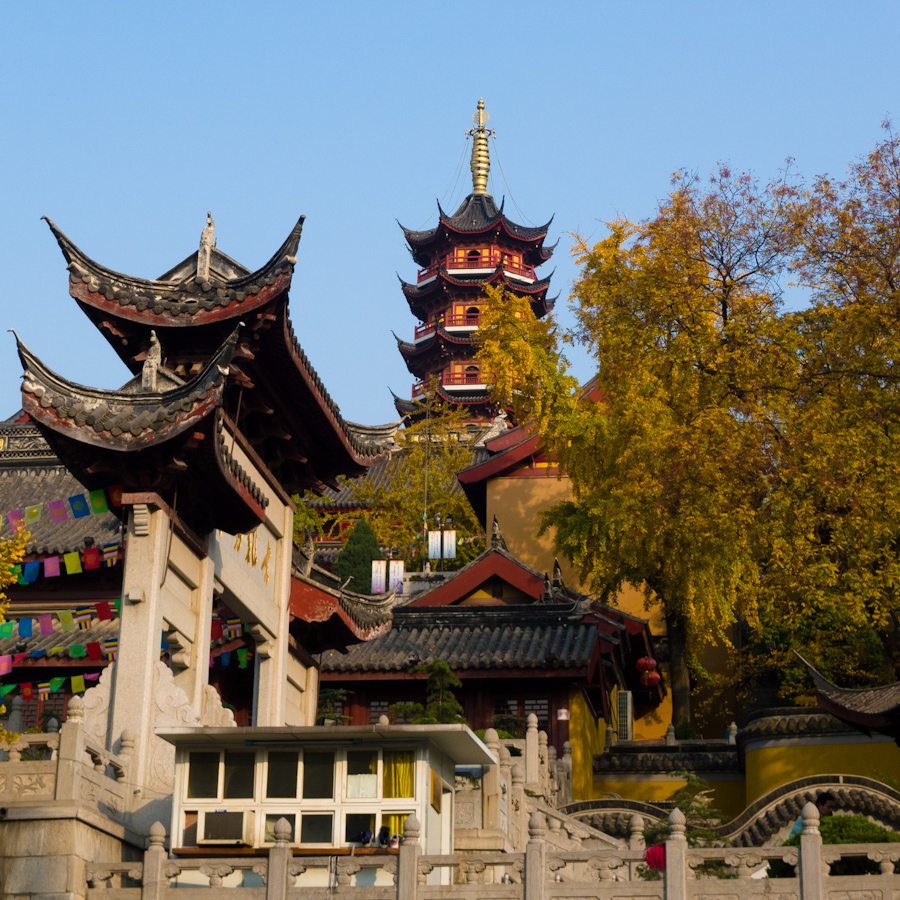
Đền cổ Kê Minh
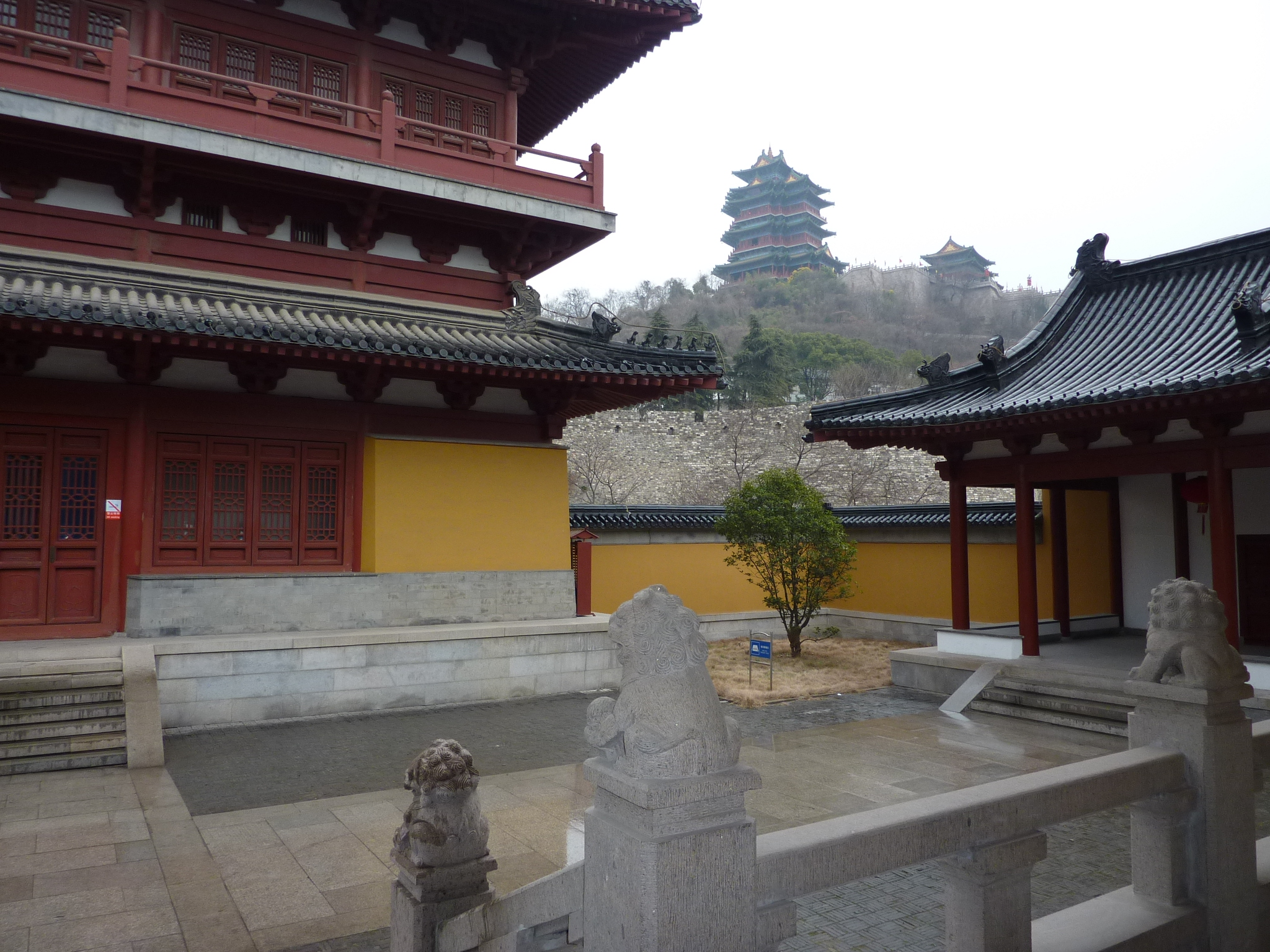
Đền Tịnh Hải và tháp Duyệt Giang